# Gelbbraune Blütenfledermaus
Die Gelbbraune Blütenfledermaus (Erophylla sezekorni) ist eine Fledermausart aus der Familie der Blattnasen, welche auf den Bahamas und den Großen Antillen beheimatet ist. Die Art wurde nach Geheimrat Eduard Sezekorn (1796–1869) benannt, der den Holotypus dieser Art gesammelt hat.
Bis 2003 wurde die Braunstirn-Blütenfledermaus (Erophylla bombifrons) als eine Unterart der Gelbbraunen Blütenfledermaus angesehen, wird jedoch seither als eigene Art geführt.

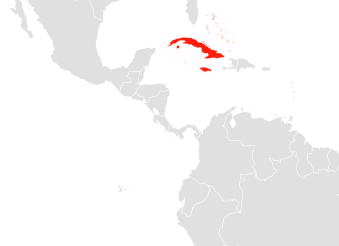
Verbreitungsgebiet der Gelbbraunen Blütenfledermaus

## Beschreibung
Die Gelbbraune Blütenfledermaus ist eine mittelgroße neotropische Fledermaus mit einer Kopf-Rumpf-Länge von 70 bis 75 mm und einem Gewicht von 15 bis 18 Gramm. Damit ist sie etwas größer als ihre Schwesterart Erophylla bombifrons. Sie besitzen einen Schwanz und ein rudimentäres Nasenblatt. Das Fell ist zweifarbig, etwa 8 mm lang mit Haaren, welche eine weiße Basis und eine kastanienbraunen Spitze aufweisen.

## Lebensweise
Über die Lebensweise der Gelbbraunen Blütenfledermaus ist relativ wenig bekannt. Sie ist wie die meisten Fledermäuse nachtaktiv und ernährt sich primär von Nektar und Pollen, jedoch auch von Früchten und Insekten. Diese Ernährungsweise macht sie zu einem wichtigen Samenverbreiter und Bestäuber vieler nachtblühender Pflanzen. Tagsüber hängen die Tiere in kleinen und relativ kühlen Höhlen in Gruppen von bis zu 650 Individuen, wobei die Geschlechter voneinander getrennt sind. Bekannte Fressfeinde von Erophylla sezekorni sind Schlankboas und Schleiereulen.

## Fortpflanzung
Das Paarungssystem der Gelbbraunen Blütenfledermaus ist promiskuitiv, wobei sich sowohl die Männchen als auch die Weibchen mit mehreren Partnern verpaaren können. Während der Paarungszeit im November bis Januar besetzen die Männchen einzeln oder in kleinen Gruppen innerhalb der Kolonie kleine Territorien (ähnlich Leks) und balzen um die Weibchen. Dabei schlagen sie kopfüber hängend kräftig mit den Flügeln, fliegen kurze standardisierte Schleifen und produzieren spezielle Balzrufe im Ultraschallbereich. Die Männchen produzieren zudem in einer Drüse über dem Auge einen knoblauchartigen Duft, welcher wahrscheinlich ebenso zur Balz eingesetzt wird.
Nach einer Tragezeit von 4 bis 5 Monaten gebären die Weibchen meistens im frühen Sommer (Mai/Juni) ein einzelnes Jungtier, welches durchschnittlich 4,6 Gramm wiegt. Die Jungen kommen haarlos zur Welt, jedoch bereits mit sichtbaren Eckzähnen. Im August erreichen die Jungtiere die Größe eines ausgewachsenen Individuums. Wie bei den meisten Fledermäusen kümmern sich nur die Weibchen um die Jungtiere.

## Verbreitung
Die Gelbbraune Blütenfledermaus kommt auf den Bahamas, den Cayman Islands, sowie auf Kuba und Jamaika vor. Ihr Bestand wird von der IUCN als ungefährdet eingestuft.